# Елле ван ден Богаарт
Елле ван ден Богаарт (народилася 6 квітня 1959 року в Нуланді ) — нідерландська письменниця підліткової літератури. Вона відома тим, що пише реалістичні історії про сучасні проблеми для молоді віком від 12 років.  

## Літературна кар'єра
Ван ден Богаарт дебютувала в 2003 році з своїм романом  "De gele scooter" - роман про підлітків, які постраждали від сексуального насильства. Книга отримала різну професійну критику та обмежену увагу рецензентів.  Рецензенти високо оцінили її реалістичне зображення поліцейських і працівників з молоддю, а також її здатність писати на важкі теми з необхідною делікатністю та без вдавання до сенсаціоналізму, але критикували її спрощене зображення злочинців сексуального насильства та її загальний простий стиль написання.  Книга "De Gele Scooter" отримала нагороду  "Дебютний роман 2005 року" від Jonge Jury.  
Ван ден Богаарт продовжує писати романи з її реалістичним, але делікатним підходом до розкриття важких тем серед молоді, розглядаючи з точки зору підлітків такі теми, як самогубство (Krassen, 2004), підліткова злочинність (Duizend Kilometer, 2005), дитяча проституція (Prooi, 2006)., радикалізм (De val, 2009), зловживання наркотиками (Verdoofd, 2010) і торгівля наркотиками (No Deal, 2012). Роман "Prooi" (2006) знову приверне увагу Jonge Jury та потрапить до їхнього списку у 2006 році   Ван ден Богарт черпає натхнення в історіях поліцейських і молодіжних працівників, а також у справжніх поліцейських досьє.   Як правило, у її книгах є кілька героїв, і зміни перспектив задля висвітлення різних сторін історії.

## Особисте життя
Ван ден Богарт народилася в Нуланді, Північний Брабант, у 1959 році. Вона вивчала соціальну роботу з молоддю в Ейндговені, де після отримання ступеня бакалавра знайшла роботу лікарняного психолога.  Вона продовжує працювати психологом, поєднуючи роботу з хобі. Ван ден Богарт одружена і має чотирьох дітей. 

## Гуманітарна допомога
На фоні повномасштабної війни в України, Елле ван ден Богаарт разом з чоловіком долучилися до програми RefugeeHomeNL. З вересня 2022 року вони живуть щасливим життям разом з молодою парою українців з Харкова. 